# أرمن سوريا
أرمن سوريا هم مواطنون سوريون من أصل أرمني بالكامل أو جزئيًا. وقد ساعدت سوريا والمناطق المحيطة بها في كثير من الأحيان باعتبارها ملاذا للأرمن الذين فروا من الحروب والاضطهاد، مثل الإبادة الجماعية للأرمن. ووفقًا لمنظمات الشتات الأرمني يقدر أن هناك 150,000 أرمني في سوريا، ويعيش معظمهم في حلب. ولكن في الواقع قد انخفض عدد السكان الأرمن في سورية خلال السنوات العشرين الأخيرة، ويكون في الوقت الحاضر ما يقرب من 100,000. بلدة كسب لديها أيضًا أغلبية من الأرمن داخل سوريا.
في عام 2018، قال البروفيسور جون شوب إن السكان الأرمن في سوريا شكلوا حوالي 2٪ من إجمالي سكان البلاد، مما يجعلهم خامس أكبر مجموعة عرقية في البلاد.

## التاريخ

### التاريخ المبكر
خلال العصور القديمة، كان هناك وجود أرمني صغير في شمال سوريا. تحت حكم ديكرانوس الثاني، غزا الأرمن سوريا وتم اختيار مدينة أنطاكية كواحدة من العواصم الأربعة للإمبراطورية الأرمنية قصيرة العمر.
في عام 301، أصبحت المسيحية الديانة الرسمية لأرمينيا من خلال جهود القديس غريغوريوس المنور. بدأ التجار والحجّاج الأرمن في زيارة أقدم المراكز المسيحية في سوريا الطبيعية بما في ذلك أنطاكية والرها ونصيبين والقدس. أُقيمت علاقات وثيقة بين الأرمن والمسيحيين في سوريا بعد العصر الرسولي.

### العصور الوسطى

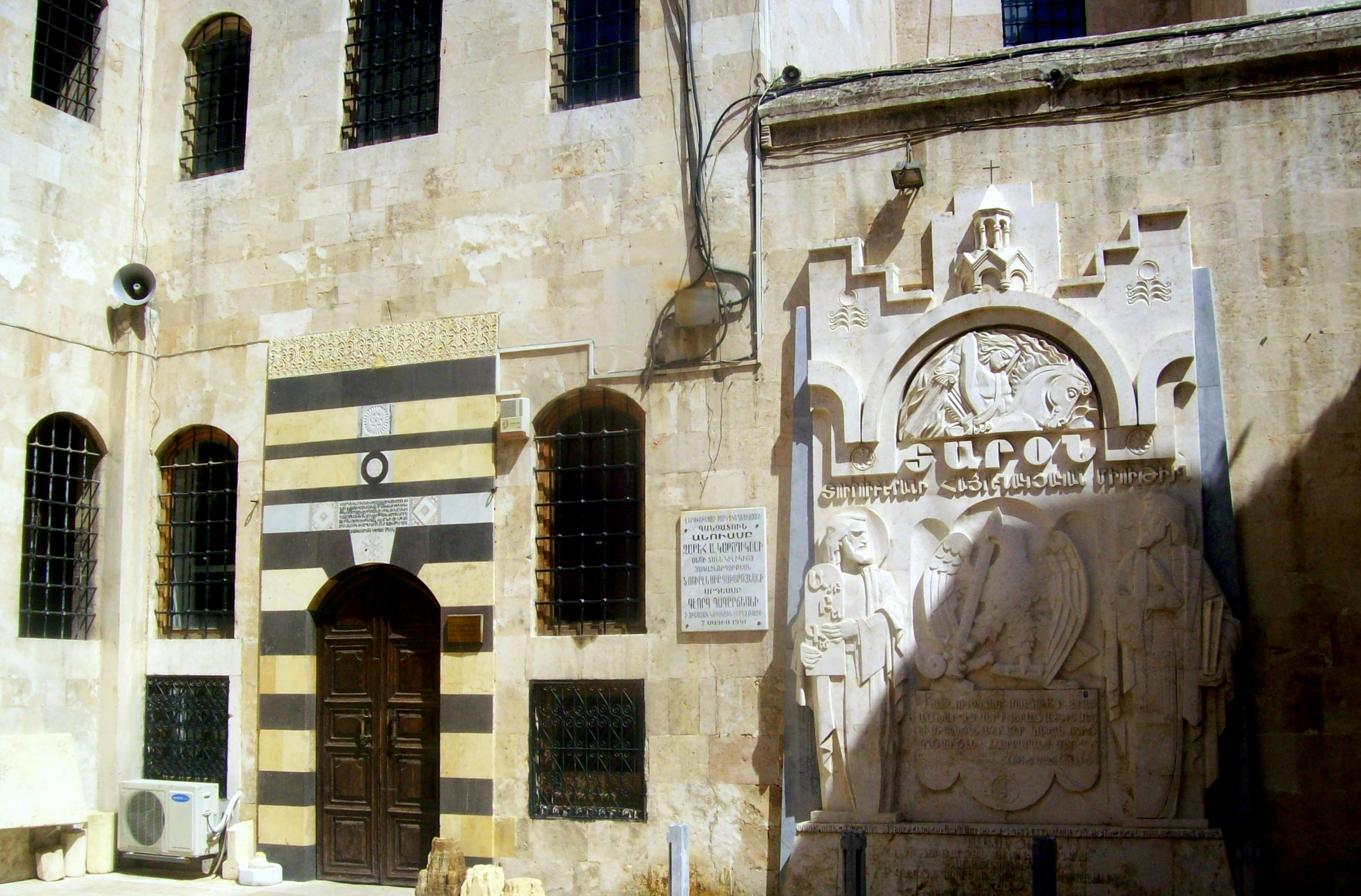
تعمل كنيسة والدة الله المقدسة في حلب، التي تعود للقرن الخامس عشر، كمتحف للكنيسة الأرمنية حاليًا

خلال النصف الأول من القرن السابع، احتلّت الجيوش العربية الإسلامية أرمينيا. قام العرب بنقل آلاف الأرمن ليعملوا في العبودية في مناطق أخرى من الدولة الأموية بما في ذلك العاصمة دمشق.
خلال النصف الثاني من القرن الحادي عشر، تم غزو أرمينيا - كونها تحت الحكم البيزنطي - من قبل الأتراك السلاجقة. غادر العديد من الأرمن وطنهم من أجل العيش في بلدان أكثر استقرارًا. ذهب معظم الأرمن إلى قيليقية حيث أسسوا مملكة أرمينيا الصغرى. فضّل العديد من الأرمن الآخرين الاستقرار في شمال سوريا. تشكلت حارات وأحياء للأرمن خلال القرن الحتدي عشر في أنطاكية، حلب، عنتاب، مرعش وكلس.
قبل حصار أنطاكية، تم طرد معظم الأرمن من أنطاكية من قبل حاكم مدينة ياغي سيان التركية، وهي خطوة دفعت أرمن أنطاكية، وحكام مملكة أرمينية إلى إقامة علاقات وثيقة مع الحملات الصليبية الأوروبية بدلاً من حكام سوريا الأتراك. وهكذا، أصبح الحكام الجدد لأنطاكية أوروبيين. كما ساعد المهندسون الأرمن الصليبيين خلال حصار صور من خلال التلاعب بمعدات الحصار.
ومع ذلك، فقد انخفض عدد الأرمن في سوريا والمناطق المحيطة بها كثيرًا بعد غزو المغول بقيادة هولاكو خان عام 1260.
بعد انهيار مملكة أرمينية الصغرى خلال القرن الرابع عشر، وصلت موجة جديدة من المهاجرين الأرمن من قيليقية ومدن أخرى في شمال سوريا إلى حلب. لقد طوروا تدريجياً مدارسهم وكنائسهم ليصبحوا مجتمعًا منظمًا جيدًا خلال القرن الخامس عشر مع تأسيس أبرشية بيرويا الأرمنية في حلب.

### سوريا العثمانية

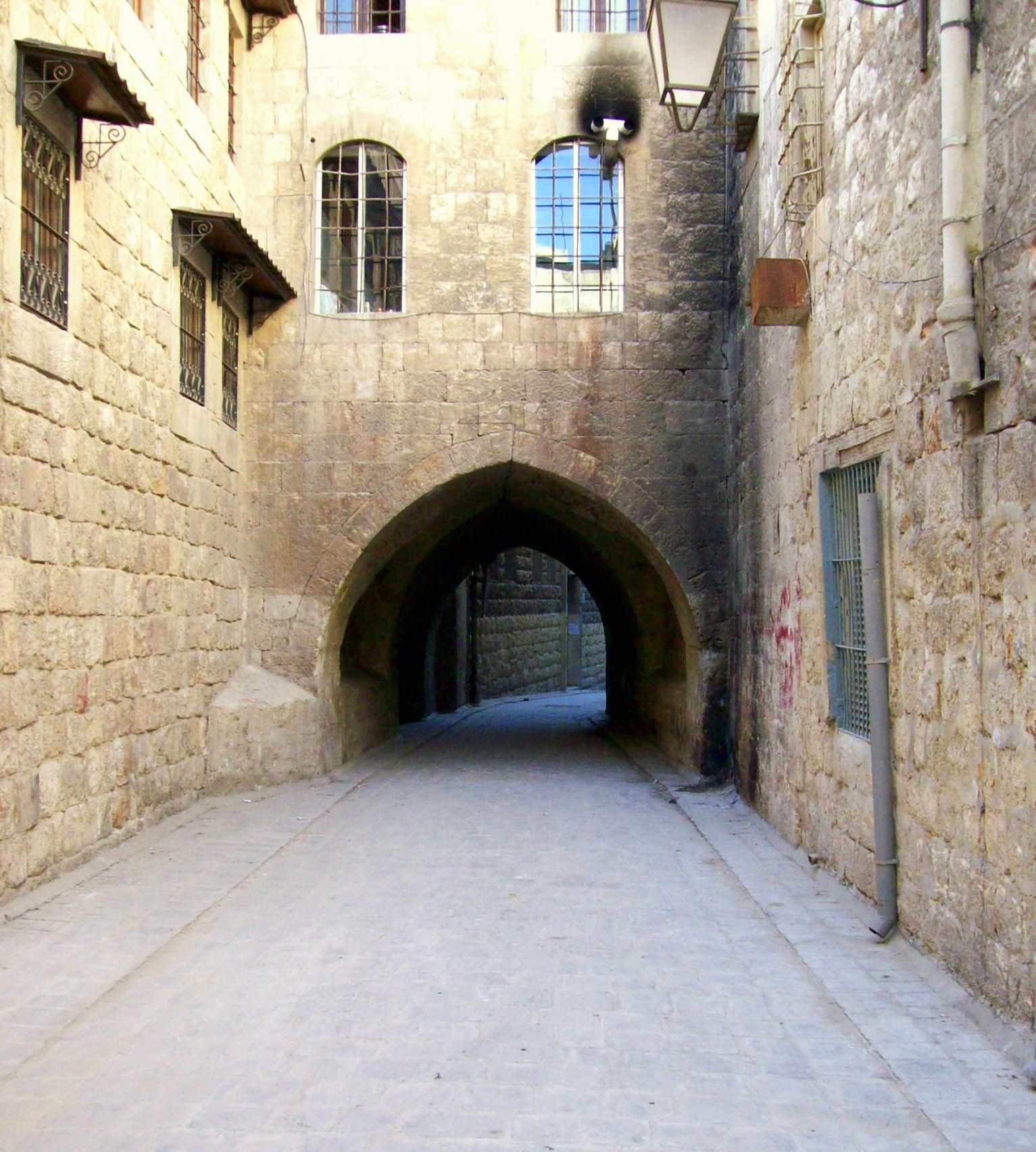
زقاق ضيق في أوائل القرن السابع عشر في حي الجديدة، يؤدي إلى حي هوكيدون الأرمني القديم في حلب

خلال السنوات الأولى من الاحتلال العثماني لسوريا، كان هناك وجود أرمني أصغر نسبيًا في شمال سوريا بسبب الصراعات العسكرية في المنطقة. كان يوجد مجتمع أكبر في أورفة التي تعتبر جزءًا من سوريا الطبيعية. كان في الإمبراطورية العثمانية عدد كبير من السكان الأرمن الأصليين في منطقة الأناضول الشرقية، حيث انتقل بعضهم إلى حلب بحثًا عن الفرص الاقتصادية. في وقت لاحق، انتقلت العديد من العائلات الأرمينية من أرمينيا الغربية إلى حلب هربًا من القمع التركي. وهكذا، وصلت إلى حلب خلال القرن السابع عشر أعداد كبيرة من الأرمن من ساسون، قلعة الروم، مرعش، حي جلفا وغيرها من المناطق. وصلت موجة أخرى من المهاجرين من كارين إلى حلب عام 1737. كانت هناك أيضًا عائلات من يريفان.
زاد عدد الأرمن في حلب. بحلول نهاية القرن التاسع عشر، أنشأت عائلة مظلوميان «فندق أرارات» الذي أصبح مؤسسة دولية شهيرة وأُطلق عليه اسم «فندق بارون».

### الإبادة الجماعية للأرمن والوضع في القرن العشرين

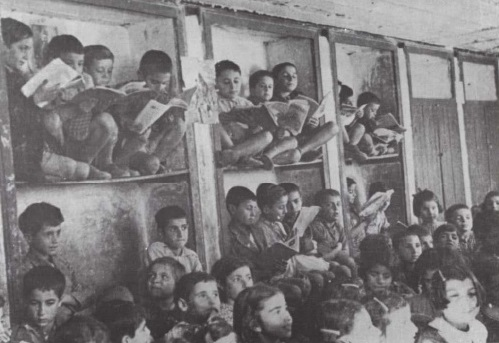
الطلاب الأرمن محاصرون في القاعات الدراسية المكتظة في حلب، بعد أن وصلوا بأعداد هائلة إلى المدن السورية بعد الإبادة الجماعية للأرمن عام 1915

على الرغم من أن الأرمن لديهم تاريخ طويل في سوريا، إلا أن معظمهم وصلوا خلال الإبادة الجماعية للأرمن التي ارتكبتها الدولة العثمانية. الحقول التي نُفّذت فيها المجزرة تقع بشكل رئيسي في وادي الفرات في الصحراء السورية. خلال الإبادة الجماعية، قُتل أكثر من مليون أرمني وشُرّد مئات الآلاف من أرمينيا التاريخية. لم يتردد السكان العرب في إيواء الأرمن المضطهدين ودعمهم. كان هناك أيضًا إبادة جماعية عربية طفيفة في الأناضول في نفس الوقت، مما يعني أن لديهم تقاربًا مع بعضهم البعض.
تضخم عدد السكان المسيحيين الكبير في حلب مع تدفق اللاجئين المسيحيين الأرمن والآشوريين في أوائل القرن العشرين بعد الإبادة الجماعية للأرمن ومذابح سيفو عام 1915. بعد وصول المجموعات الأولى من اللاجئين الأرمن القادمين من معسكرات الموت في بادية دير الزور وأرمينيا التاريخية (1915-1922)، بلغ عدد سكان حلب عام 1922 156,748 نسمة منهم 97,600 مسلم (62.26٪)، و 22,117 (14.11٪) من المسيحيين الأصليين، واليهود 6,580 (4.20٪)، الأوروبيون 2,652 (1.70٪)، اللاجئون الأرمن 20,007 (12.76٪) وغيرهم 7,792 (4.97٪).
تزامنت الفترة الثانية من تدفق الأرمن نحو حلب بانسحاب القوات الفرنسية من قيليقية عام 1923. جلبت هذه الموجة أكثر من 40,000 لاجئ أرمني إلى حلب بين عامي 1923 و 1925، وارتفع عدد سكان المدينة إلى 210,000 بحلول نهاية عام 1925، حيث شكل الأرمن أكثر من 25 ٪ منهم.
وفقًا للبيانات التاريخية، فإن الغالبية العظمى من المسيحيين في حلب كانوا من الكاثوليك حتى عشرينيات القرن الماضي. يرتبط نمو الطوائف المسيحية الأرثوذكسية بقدوم اللاجئين الأرمن والآشوريين من كيليكيا وجنوب تركيا، بالإضافة إلى أعداد كبيرة من اليونانيين الأرثوذكس الذين وصلوا إلى حلب بعد ضم لواء إسكندرون في عام 1939 إلى تركيا.
في عام 1944، كان عدد سكان حلب حوالي 325,000، 112,110 (34.5 ٪) منهم مسيحيون، يشملون 60,200 أرمني. شكل الأرمن أكثر من نصف الطائفة المسيحية في حلب حتى عام 1947، عندما غادرت مجموعات كثيرة منهم إلى أرمينيا السوفياتية للاستفادة من عملية إعادة الأرمن إلى الوطن (1946-1967).

### الحرب الأهلية السورية
قال روبرت كوبتاش، رئيس تحرير صحيفة أغوس الأرمينية، إن الأرمن تحت حكم بشار الأسد يشعرون بالأمان نسبيًا. الأرمن، بحسب الإيكونوميست، عاشوا في ملاذ آمن في سوريا ممّا جعلهم أكثر تعاطفا مع الأسد خلال الحرب الأهلية السورية.

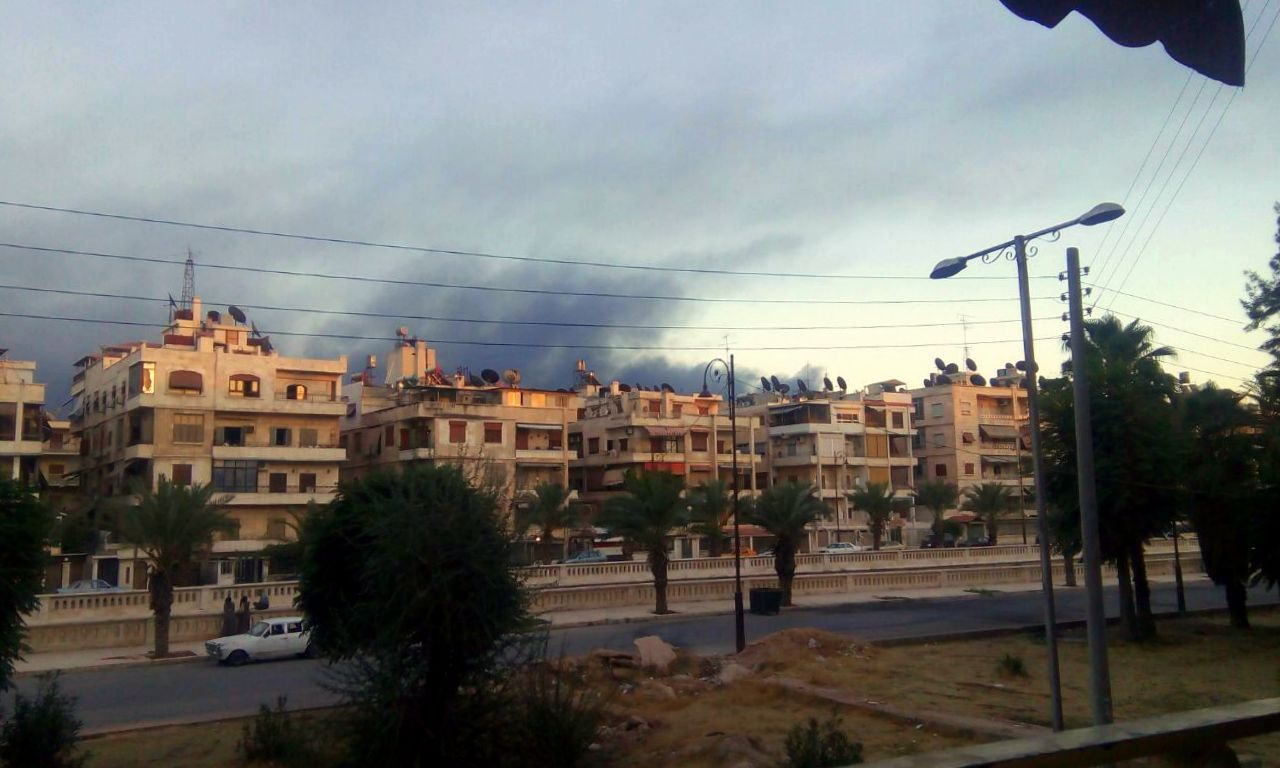
تعرض حي ذو أغلبية أرمنية في حلب لاضرار جانبية خلال أغسطس 2016

وفقًا لوزارة الشتات الأرمني، فإن العدد التقديري للأرمن في سوريا هو 100,000، أكثر من 60,000 منهم متمركزين في حلب، مع تقديرات أخرى من قبل المؤسسات الأرمينية في سوريا تقول إن عدد الأرمن في سوريا حوالي 70– 80,000. ومع ذلك، منذ بداية الحرب الأهلية السورية، وصل 16,623 مواطنًا سوريًا من أصول أرمينية إلى أرمينيا، منهم حوالي 13000 نازح بقوا ووجدوا الحماية في أرمينيا حتى يوليو 2015. تقدم الحكومة الأرمينية العديد من إجراءات الحماية بما في ذلك التجنس المبسط من أصل أرميني (حصل 15000 شخص على الجنسية الأرمنية)، وإجراءات اللجوء المعجّلة وتسهيل تصاريح الإقامة القصيرة والمتوسطة والطويلة الأجل.
وفقًا لـ هروش هاكوبيان لم يتبق سوى 15000 أرمني في سوريا، واستقر الباقي في أرمينيا أو جمهورية مرتفعات قرة باغ،  مع مغادرة 8000 آخرين إلى لبنان، ووجهات أخرى تشمل أوروبا والولايات المتحدة وكندا.
يوجد الأرمن في سوريا في كل من المناطق الريفية والحضرية. كانت قريتا كسب واليعقوبية ذوات أغلبية أرمنية قبل الحرب الأهلية، وكلاهما يقعان بالقرب من لواء إسكندرون. تعرضت كسب للهجوم والنهب في كمين نصبه المتمردون الذين سمحت لهم تركيا بالمرور عبر لواء إسكندرونة المحتل (على الرغم من أنهم ينكرون هذا الادعاء)، بينما طُرد سكان اليعقوبية الأرمن من قبل جبهة النصرة. باستثناء تلك القرى، فإن الأرمن هم في المقام الأول حضريين. يعيش معظم الأرمن في سوريا في حلب، بالإضافة لمدن أخرى بما في ذلك اللاذقية ودمشق والقامشلي والرقة وتل أبيض والحسكة ودير الزور والمالكية ورأس العين، على الرغم من أن البعض منهم قد طُردوا من قبل تنظيم داعش مثل أرمن الرقة ودير الزور. وفي حلب، استهدفت قوات المتمردين الحي الأرمني بالقذائف والصواريخ. وفي عام 2015، تعرضت كنيسة القديسة ريتا الكاثوليكية الأرمنية للتدمير من قبل الجماعات المسلحة المتمردة.

#### لواء الشهيد نوبار اوزانيان
في 24 أبريل 2019، تم تشكيل «لواء الشهيد نوبار أوزانيان» كأول كتائب أرمنية مسلحة ضمن قوات سوريا الديمقراطية، وذلك في ذكرى الإبادة الجماعية للأرمن في كنيسة بقرية تل كوران.

## المنظمات

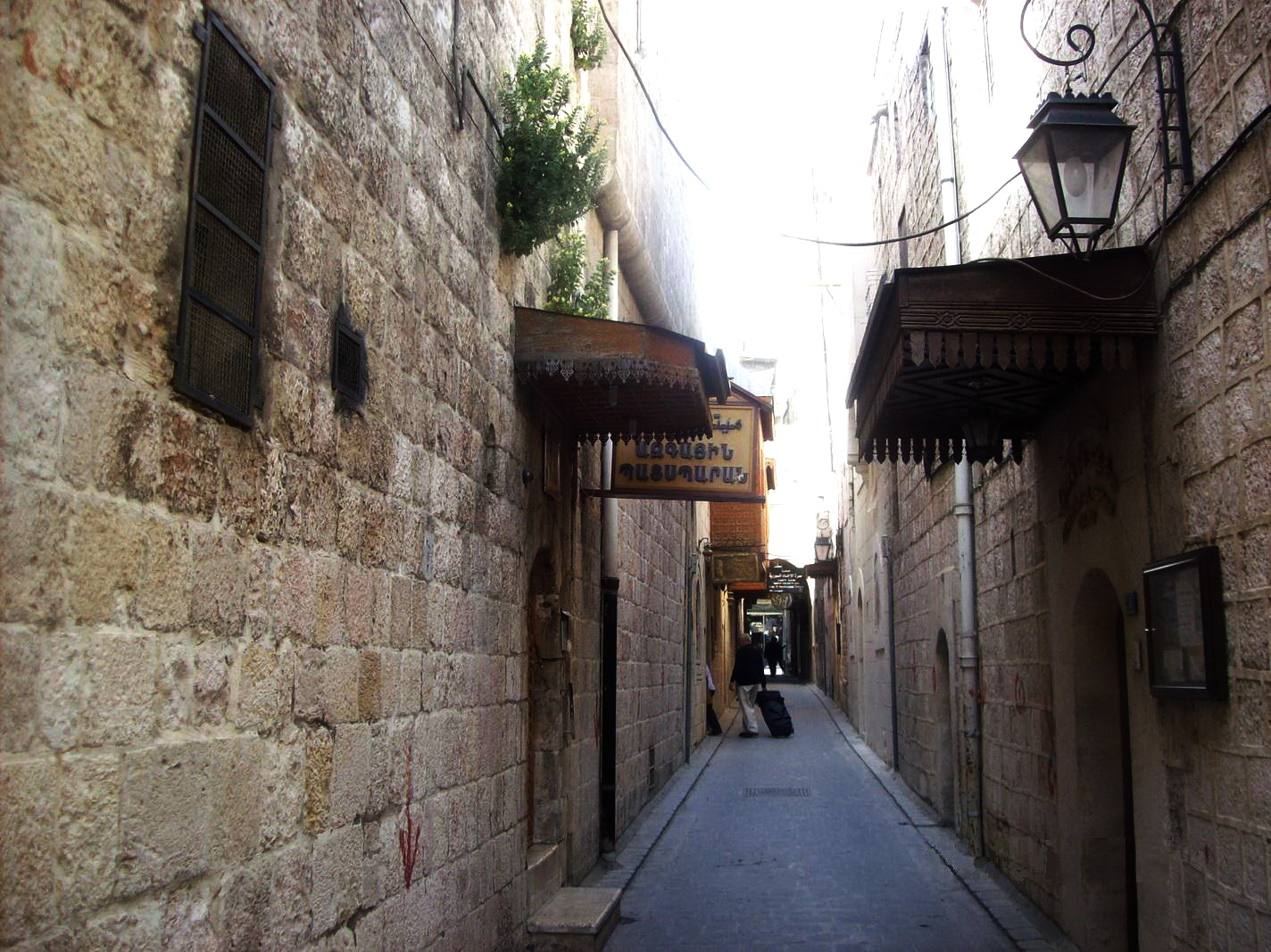
دار الأيتام الأرمنية في حي الجديدة بحلب

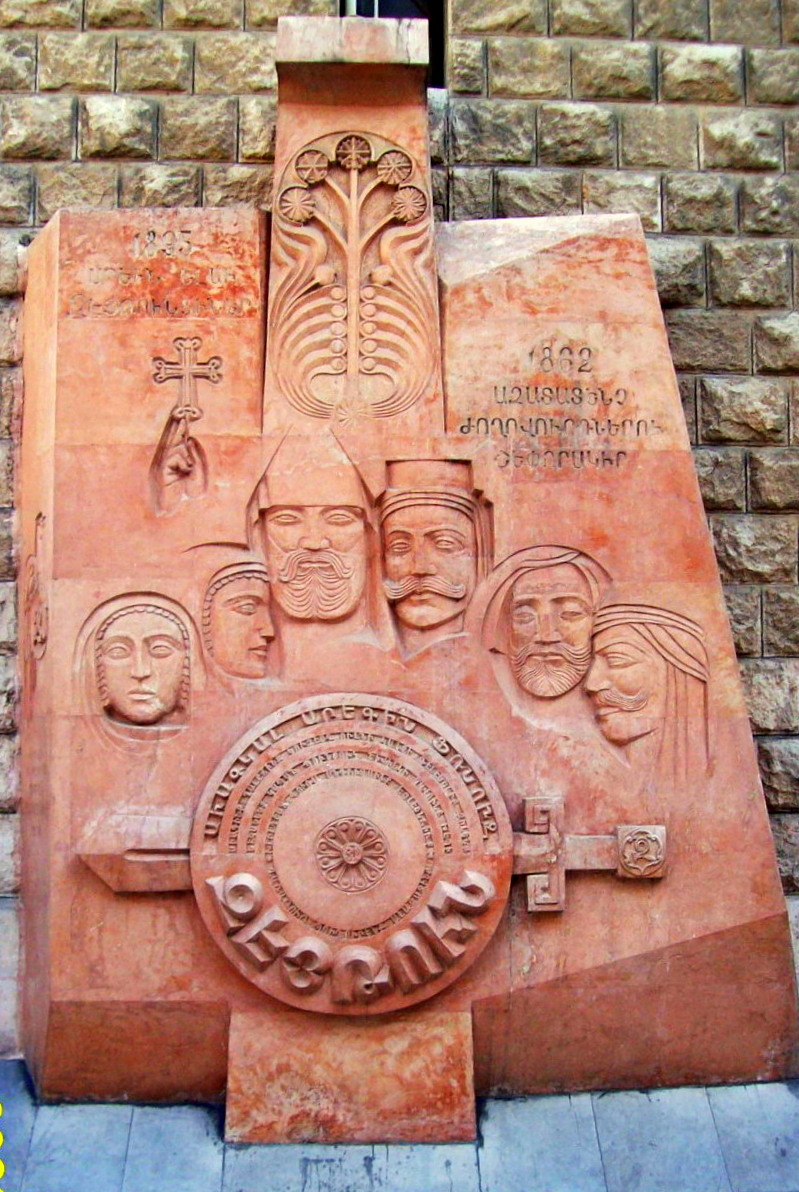
نصب تذكاري لمقاومة أهالي بلدة زيتون ضد المجازر الحميدية عام 1895، كنيسة سورب كيفورك، حلب

تتمركز غالبية المنظمات الأرمنية في مدينة حلب، وتعمل على شكل جمعيات ثقافية أو رياضية أو شبابية أو خيرية:
الجمعيات الثقافية المتمركزة في حلب:
- الجمعية الثقافية (1924)
- جمعية كرمانيج فاسبورجان الثقافية (1928)
- جمعية هاماسكايين الثقافية والتعليمية (1930)
- جمعية الشباب الأرمنية (1932)
- جمعية تيكيان الثقافية الأرمينية (1955)
- الجمعية الثقافية الوطنية (1955)
- جمعية النهضة الثقافية أورفا (1957)
- جمعية نور سيرونت الثقافية (1958)
- الجمعية الثقافية الكيليكية (1964)
- جمعية الشباب السوري (1978)

الجمعيات الخيرية ومقرها حلب:
- الجمعية العمومية الخيرية الأرمنية (1910)
- جمعية الصليب الأحمر الأرمني السوري (1919)
- دار الأيتام الوطنية (1920)
- دار الشيخوخة الأرمنية (1923)
- شركة هوارد كاراجوزيان التذكارية (1941)
- مؤسسة جينيشيان ميموريال (1966)
- استشارة الخدمة الاجتماعية لأبرشية بيرويا (1993)

جمعيات رياضية مقرها حلب:
- اتحاد الرياضة الأرمني، المعروف باسم هومنمن، تأسس في حلب عام 1921
- الاتحاد الرياضي لأرارات، تأسس عام 1923، ممثل في الاتحاد الرياضي السوري العام تحت اسم نادي العروبة (سوريا).
- الاتحاد الرياضي الأرمني العام، المعروف باسم منظمة للرياضة والكشاف، تأسس في إسطنبول عام 1918 وافتتح فروعًا في سوريا عام 1925، ممثل في الاتحاد السوري العام للرياضة تحت اسم نادي اليرموك.

جمعيات طلابية مقرها حلب:
- اتحاد خريجي كلية كارين جيب (1947)
- اتحاد الطلاب الأرمن في الجامعة السورية (تأسس عام 1968)
- اتحاد خريجي المعاهد العليا الأرمن (1982)
- جمعية طلاب دخروني - شباب (1969) للحزب حزب الهنشاك
- اتحاد طلاب حزب الطاشناق (2001)

معظم الجمعيات لها فروع في العديد من المدن السورية الأخرى مثل القامشلي، دمشق، اللاذقية، كسب، إلخ.
ومن المؤسسات الاجتماعية الأخرى في حلب:
- المقبرة الوطنية، افتتحت عام 1927 على قطعة أرض مملوكة للدولة. أصبحت ملكاً للسطوة بعد استقلال سوريا عام 1946. بُنيت كنيسة في وسط المقبرة في عام 1970.
- قاعة أفتيس أهارونيان المسرحية للأرمن الأرثوذكس، افتتحت في عام 1959، وتم تجديدها في عام 1989 (450 مقعدًا)
- قاعة المسرح الزافارية الأرمنية الأرثوذكسية، افتتح في عام 1965، وتم تجديده في عام 2002 (350 مقعدًا)
- قاعة كيفورك المسرحية التي تتبع الجمعية العمومية الخيرية الأرمنية، تم تجديدها في منتصف التسعينات (550 مقعدًا)
- قاعة كيفورك يسايان المسرحية الأرمنية، افتتحت في عام 2005 (700 مقعد).

## الدين
الأرمن في سوريا هم أساسا من أتباع كنيسة الأرمن الأرثوذكس، مع أقلية من الأرمن الكاثوليك والإنجيليين. وتلعب الكنيسة دورا هاما جدا في توحيد الأرمن في سوريا. بعد عام 301 ميلادي، أصبحت حلب مركزا هاما للحجاج الأرمن في طريقهم إلى القدس، وذالك عندما أصبحت المسيحية دين الدولة الرسمي لأرمينيا وسكانها.

## الإعلام

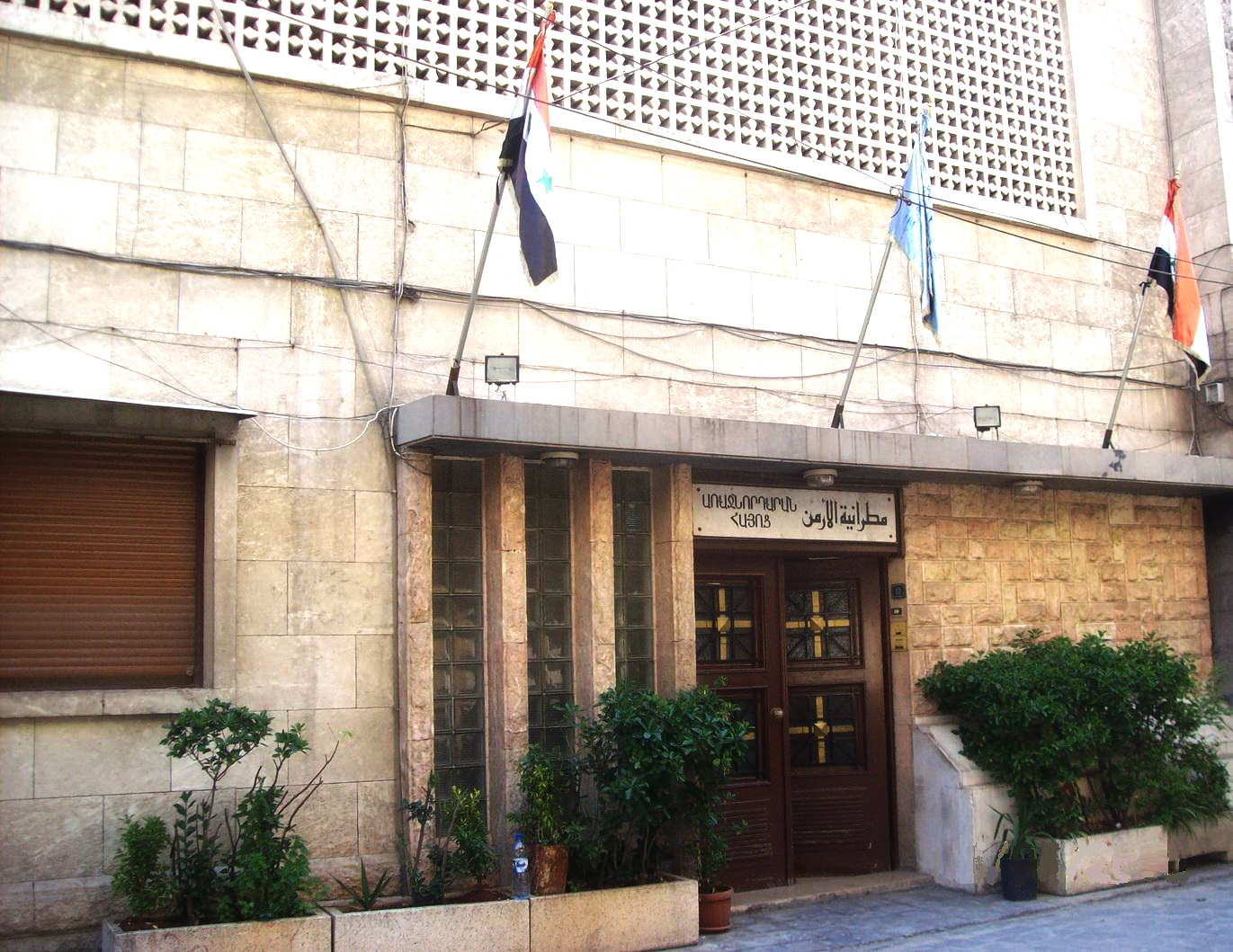
مطرانية الأرمن في حلب

لدى سوريا ماض عريق في مجال الإعلام والمنشورات الصحفية باللغة الأرمنية.

## معرض الصور

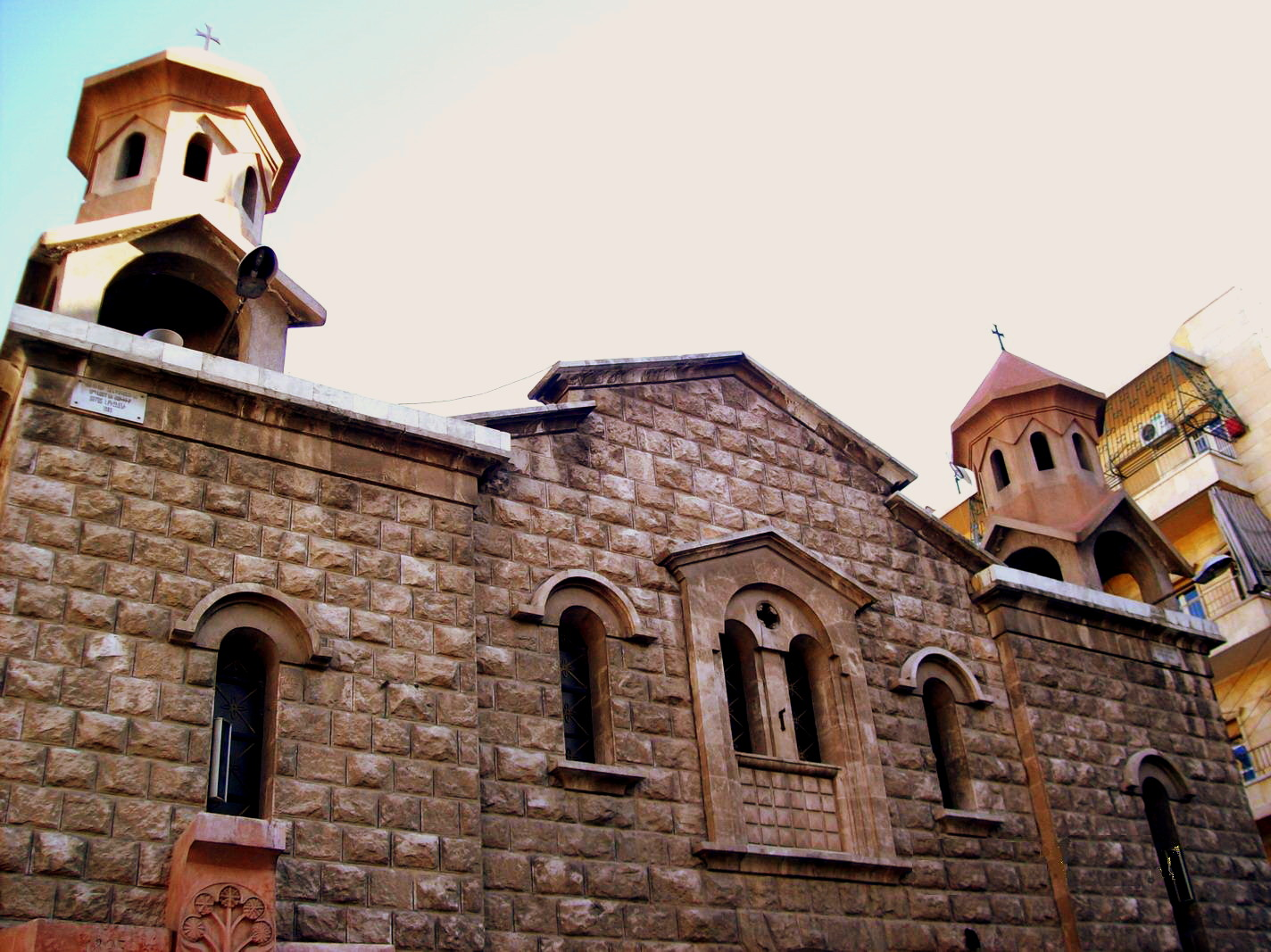
كنيسة القديس كيفورك للأرمن الأرثوذكس في حلب
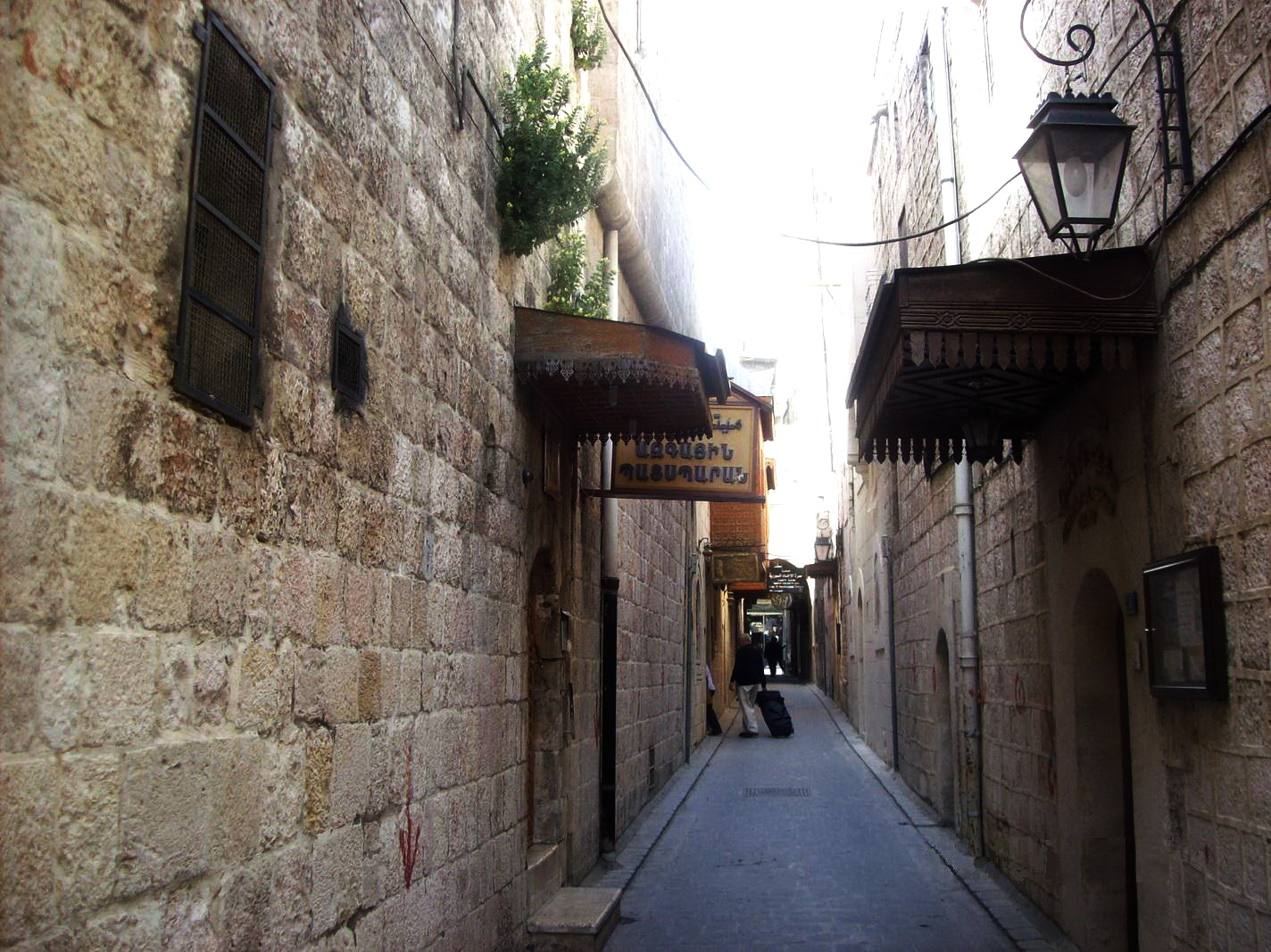
دار الأيتام الأرمنية في حلب
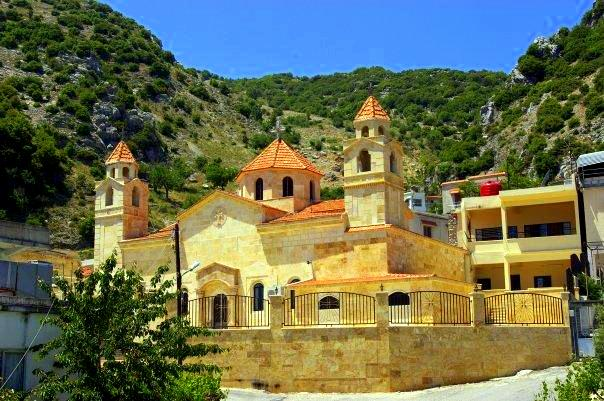
كنيسة والدة الإله المقدسة في بلدة كسب
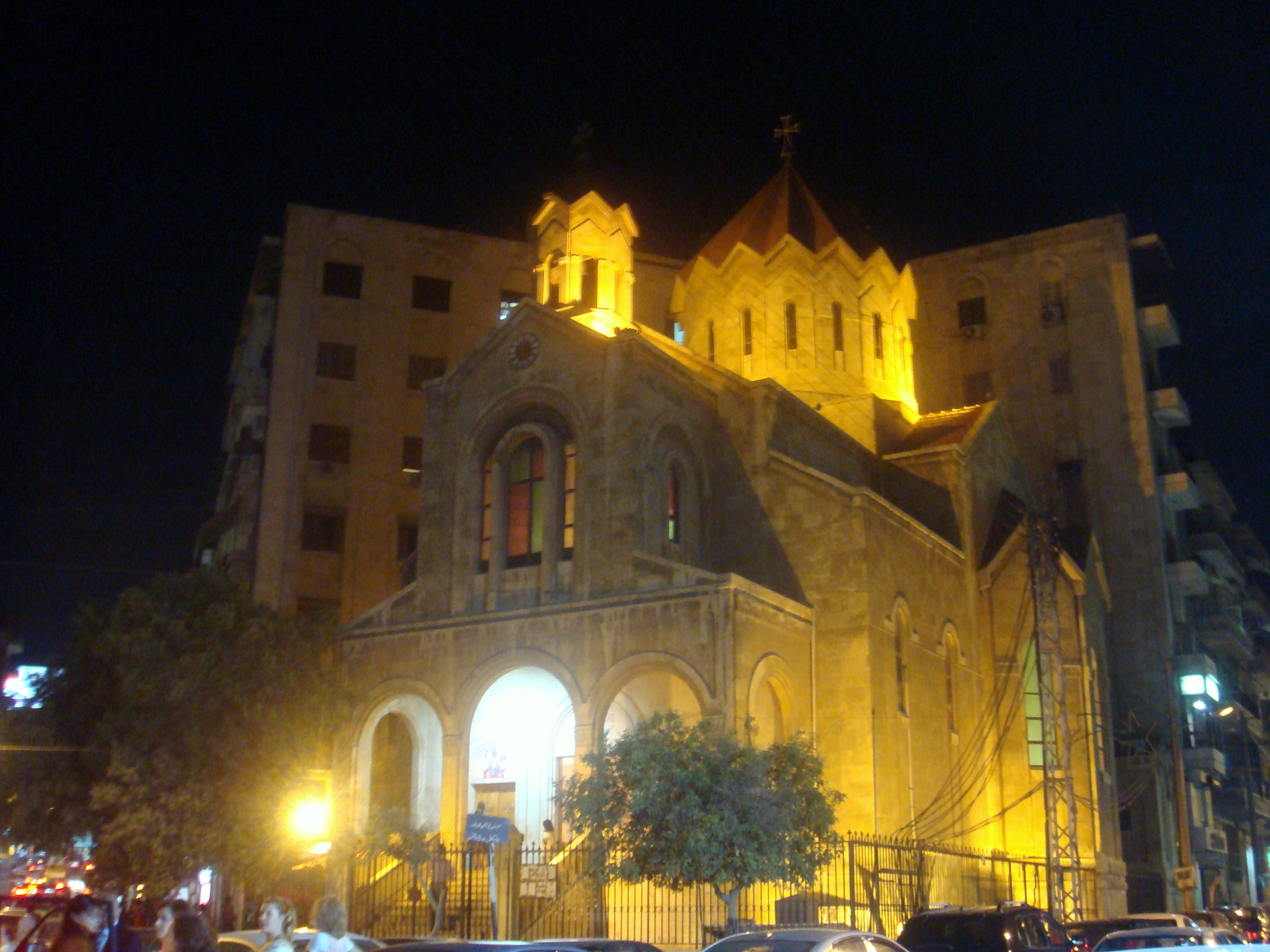
كنيسة الصليب المقدس للأرمن الكاثوليك، حي العروبة، حلب